# Szukcsong koreai király
Szukcsong (koreaiul: 조선 숙종) (1661. augusztus 15. – 1720. július 13.)  Csoszon 19. királya volt 1674 és 1720 között.

## Életrajza
Szukdzsong király 1661. augusztus 15-én született Hjondzsong király és Mjongszong királyné gyermekeként a Csángdok-palotában. A valódi neve Iszun (hangul: 이순) volt. 6 évesen, 1667-ben koronaherceg, majd 1674-ben, 14 évesen uralkodó lett.
Szukdzsong király zseniális politikus volt, de uralkodása alatt frakciós harcok voltak a Csoszon-dinasztiában. Gyakran cserélte a frakciókat, hogy erősítse a királyi hatalmat. Minden módosításnál a kormány (amelyet hwanguk-nak (hangul: 환국, hanja: 換局) nevezett, szó szerint az állam) a vesztes pártot száműzte, vagy kivégezte. Mindazonáltal, a kormány nem befolyásolta a köznépet, akik az ő uralkodását tartják a legbékésebbnek.

## Családja
Szukcsong király családjának jegyzéke
Apa: Hjondzsong király (현종) 

Anya: Mjongszong királynő a Kim klánból (명성 왕후 김씨)
Hitvesek: 

1. Ingjong királyné a Kim klánból (인경 왕후 김씨, 1661–1680) 

2. Inhjon királyné a Johung Min klánból (인현 왕후 민씨, 1667–1701) - Nincs leszármazott 

3. Invon királyné a Kim klánból (인원 왕후 김씨, 1687–1757) - Nincs leszármazott 

4. Hibin királyi ágyas az Indong Dzsang klánból (희빈 장옥정, 1659–1701. október 10.) 

5. Szukpin királyi ágyas a Cshö klánból (숙빈 최씨, 1670–1718) 

6. Mjongbin királyi ágyas a Pak klánból (명빈 박씨) 

7. Jongbin királyi ágyas a Kim klánból (영빈 김씨) 

8. Küin királyi ágyas a Kim klánból (귀인 김씨) 

9. Szoi királyi ágyas a Ju klánból (소의 유씨) 

10.Szoi királyi ágyas a Csö klánból (소의 최씨)
Gyermekei:
1. Jun koronaherceg (왕세자 1688–1724), majd Kjongdzsong király, a Csoszon-dinasztia 20. uralkodója, hibin királyi ágyastól az Indong Csang klánból 

2. Szongszu herceg (성수 왕자), (vitatott) fia, hibin királyi ágyastól a Indong Csang klánból 

3. Jongszu herceg (영수 왕자), (1. vitatott) fia, szukpin királyi ágyastól a Cshö klánból 

4. Joning herceg (연잉군 1694–1776), a Csoszon-dinasztia későbbi Jongdzso királya, a Cshö klánbeli szukpin királyi ágyastól

5. Egy névtelen (2. vitatott) fia szukpin királyi ágyastól a Cshö klánból 

6. Jolljong herceg (연령군, 1699–1719), jongbin királyi ágyastól a Kim klánból 

7. Egy ismeretlen (vitatott) fia Cshö szoitól 

8. 2 névtelen lánya Ingjong királynétől a Kim klánból (születéskor meghaltak)
(A hitvesek keresztneve a királynék kivételével ismeretlen. A rangok leírását lásd: Címek és megszólítások a Csoszon-dinasztiában)

## Ábrázolása a művészetekben
2010-ben A királyi ház titkai című filmben ő volt az egyik főszereplő. Csi Dzsinhi alakította.